# NGC 4960
NGC 4960 (NGC 4961) é uma galáxia espiral barrada (SBc) localizada na direcção da constelação de Coma Berenices. Possui uma declinação de +27° 44' 03" e uma ascensão recta de 13 horas, 05 minutos e 47,8 segundos.
A galáxia NGC 4960 foi descoberta em 11 de Abril de 1785 por William Herschel.